# 분열효모균
분열효모균(영어: fission yeast)이라고도 불리는 Schizosaccharomyces pombe는 분열효모균속의 하위 종 중 하나로 전통적 양조와 분자생물학, 세포생물학에서 모델 생물로 사용된다. 폭 3 ~ 4 µm, 길이 7 ~ 14 µm인 막대형 세포로 이루어진 단세포 진핵생물로서 약 14.1 백만 개의 염기쌍으로 이루어진 유전체는 4,970의 단백질 암호화 유전자(영어: protein-coding genes)와 약 450의 비암호화 RNA들 (영어: non-coding RNAs)이 구성하는 것으로 추정된다.
세포의 정단부만이 생장하며 형태를 유지하고, 시상면 분열로 같은 크기를 가진 두개의 딸세포를 생성해 세포 주기 연구에서 강력한 도구가 된다.
분열효모균은 1893년 폴 린드너(en:Paul Lindner)가 동아프리카의 기장 맥주에서 분리했다. 종명인 pombe는 맥주라는 뜻의 스와힐리어에서 유래되었다. 이 종은 1950년대에 유전학을 연구하던 우루스 레오폴드(en:Urs Leupold)와 세포 주기를 연구하던 머독 미치슨(en:Murdoch Mithison)에 의해 처음으로 실험용 모델이 개발되었다.
분열효모균 연구자인 폴 너스는 분열효모균 유전학과 세포 주기 연구를 성공적으로 융합했고, 2001년 릴런드 H. 하트웰, 팀 헌트와 함께 세포 주기의 핵심 인자를 발견한 공로로 노벨 생리학·의학상을 수상했다.
S. pombe의 유전체 배열은 2002년 생어 연구소가 이끄는 컨소시엄에서 발표되었고, 완전히 시퀀싱된 6번째 진행생물이 되었다. S. pombe를 연구하는 학자들은 PomBase(en: PomBase) MOD(en:Model Organism Database)에서 도움을 받는다. 인간 질병에 관한 많은 유전자를 포함해 인간의 유전자와 병렬상동하는 유전자가 현재까지 70% 확인되어 이 생물의 힘을 완전히 풀어주었다. 2006년, 녹색 형광 단백질을 분자 꼬리표로써 사용해 S. pombe의 거의 모든 세포 내 단백질의 위치를(영어: subcellular localization) 발표했다.
Schizosaccharomyces pombe는 DNA 복제 과정과 DNA 손상의 연구에서 중요한 생물이 되었다.
S. pombe의 자연 균주는 유럽, 남아메리카, 북아메리카, 아시아를 포함한 다양한 장소에서 약 160개가 채집되어 분리되었다. 다수의 균주가 사과와 포도 같은 재배된 과일 또는 브라질의 카차카 같은 알코올 음료에서 채집되었다. S. pombe는 콤부차 같은 발효차에도 관여하는 것으로 알려져있지만, 주요 발효제인지 비슷한 양조류의 오염물질인지는 명확하지 않다. Schizosaccharomyces 효모의 자연 생태학은 크게 연구되지 않았다.

## 역사
Schizosaccharomyces pmbe는 독일의 Brewery Association Laboratory가 수입 동아프리카 맥주에서 산미를 유발하는 침전물을 찾던 1893년에 처음 발견되었다. Schizo라는 단어는 분열을 의미하며 이전에 다른 분열효모균강(영어: Schizosaccharomycetes)을 설명하기 위해 사용되었다. 뒤따라 붙는 pombe는 동아프리카의 맥주에서 분리했다는 것을 토대로 사와힐리어로 맥주를 의미하는 pombe를 따 붙였다. 표준 S. pombe 균주는 우루스 레오폴드가 네덜란드의 델프트로부터 채집한 효모를 배양한 것에서 분리되었다. S. pombe ver. liquefaciens는 오스터왈더(영어: Osterwalder)가 1924년 스위스 베덴스빌의 연방 Vini- and Horticulture 연구소에서 프렌치 와인으로부터 분리한 후 명명했다. 우루스 레오폴드는 배양에 교배형 h90 (균주 968), h- (균주 972), h+ (균주 975)를 포함하여 시행했다. 그 후, S. pombe를 과일, 과즙 또는 발효물로부터 분리해내기 위해 두가지 큰 노력이 있었다. 그중 하나는 시실리아 서쪽의 포도원의 Florenzano 외 연구진들이었고, 다른 하나는 동남 브라질 네 지역의 Gomes 외의 연구진들이었다.

## 생태학
분열효모인 S. pombe는 자낭균문에 속한다. 자유생활 자낭균(영어: free-living ascomycetes)들은 나무의 삼출물, 식물 뿌리와 주변 흙, 익었거나 썩어가는 과일과 이런 인자들 사이에서 이동하는 곤충 요소에서 일반적으로 발견된다. 수많은 자낭균류가 상업적 작물을 포함한 무수한 식물 종을 대상으로 하는 주요 식물 병원균이지만, 이러한 생물군집의 대부분은 공생하거나 부생한다. 자낭균류 효모들 중 분열 효모인 Schizosaccharomyces는 β-글루칸이 추가된 세포벽에서의 α-(1,3)-글루칸 또는 pseudonigeran의 석출과 키틴의 결핍 때문에 특이하다. 이 속의 종들은 만난의 조성이 다르며 만난의 곁사슬에 말단 d-갈락토스 당을 보여준다. S. pombe 과도한 당이 있을 때 호기성 발효를 시작한다. 다른 다양한 Saccharomyce 균주들 중에서 S. pombe는 포도주의 지배적인 유기산인 L-말산을 저하시킬 수 있다.

## 출아 번식 효모균과의 비교 (Saccharomyces cerevisiae)
Schizosaccharomyce pombe와 Saccharomyces cerevisiae는 널리 연구된 효모 종이다. 이 두 종은 3억 ~ 6억년 전에 분화되었고, 분자생물학과 세포생물학에서 중요한 도구이다. 이하는 두 종에 대한 몇가지 기술적 판별법들(영어: technical discriminants)이다.
- S. cerevisiae는 오픈 리딩 프레임을 약 5,600 개 가지고, S. pombe는 약 5,070개를 가진다.
- 비슷한 유전자 수에도 불구하고 S. cerevisiae 오직 약 250개의 인트론을 가지지만 S. pombe는 거의 5,000개의 인트론을 가진다.
- S. cerevisiae는 16개의 염색체를 가지지만 S. pombe는 3개를 가진다
- S. cerevisiae는 때때로 이배체이지만 S. pombe는 보통 반수체이다.
- S. pombe는 셸테린 같은 텔로미어 복합을 가지지만 S. cerevisiae는 그렇지 않다.[17]
- S. cerevisiae는 세포 주기의 G1기에서 오랫동안 머무는 반면 S. pombe는 G2기에서 오랫동안 머문다.
- 두 종 모두 서로 공유하지 않는 유전자를 고등 진핵생물과 공유한다. S. pombe가 척추동물 같이 RNA 간섭의 기계적 유전자를 가지는 반면 S. cerevisiae는 잃어버렸다. 또한 S. cerevisiae는 S. pombe와 비교했을 때 굉장히 단순화된 헤테로크로마틴을 가진다.[18] 반대로, S. cerevisiae 잘 발달된 퍼옥시솜을 가지는 반면 S. pombe는 그렇지 않다.
- S. cerevisiae는 125 염기쌍의 작은 지점 중간체와 대략 같은 크기의 시퀀스 정의된(영어: sequece-defined) 복제 원점을 갖는다. 반면, S. pombe는 포유류의 것과 더 비슷한 크고 반복적인 중간체 (40~100kb)와 퇴화한 복제 원점을 최소 1kb 갖는다.

## S. pombe의 생물학적 경로와 세포 과정
S. pombe 유전자 산물(영어: gene product)은 보통 전 생애 동안 많은 세포 과정과 함께한다. 분열효모균의 GO slim은 모든 S. pombe 유전자 산물의 생물학적 역할에 대한 범주형인 높은 수준의 개요를 제공한다.

## 생활 주기

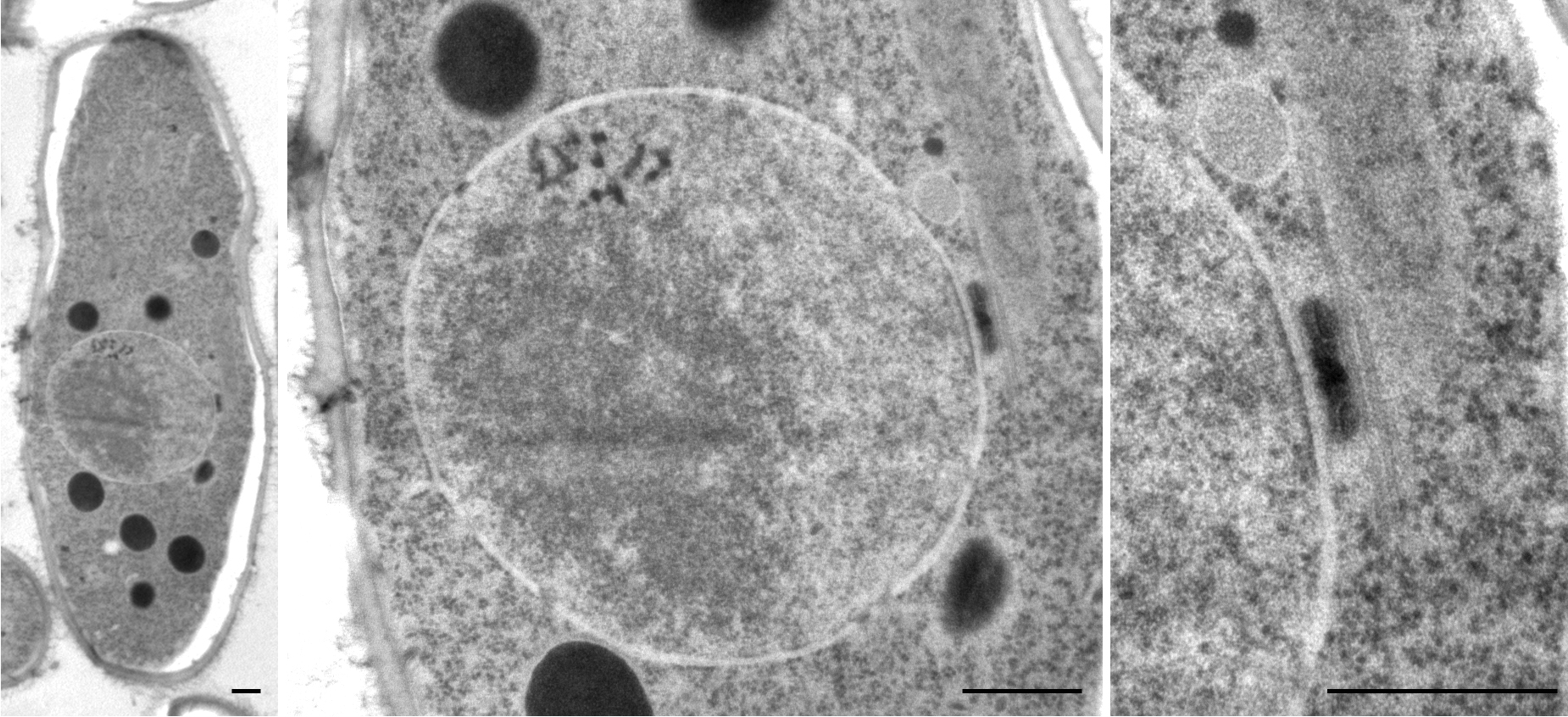
S. pombe의 중심체.

분열효모균은 단순하면서 충분한 특징의 유전자와 빠른 생장 속도를 가진 단세포 균류이다. 이 균은 오랫동안 주조, 제빵 그리고 분자유전학에서 사용되어왔다. S. pombe는 오로지 세포의 정단부만 생장하는 폭 3µm의 막대 모양 세포이다. 유사분열 후, 세포의 중점을 쪼개는 격벽 또는 세포판이 형성되며 둘로 나뉜다.
세포 분열의 중점적인 사건은 S기에서 일어나는 유전자 중복으로 뒤이어 총칭 M기라 불리는 염색체 분리와 핵분열, 세포 분열이 일어난다. G1기와 G2기는 각각 S기에서 M기로, M기에서 S기로 진행하는 중간 단계이다. 분열효모균에선 G2기가 특히 길고, 세포질분열은 새로운 S기가 시작될 때까지 일어나지 않는다.
분열효모균은 다세포 동물들과 비슷한 기작으로 유사분열을 제어한다. 일반적으로 반수체 상태에서 분열하지만, 먹이가 부족할 때는 반대되는 짝짓기 유형의 세포들이 접합해 이배체 접합자를 형성한 뒤 감수분열로 4개의 반수체 포자를 형성한다. 환경이 개선되면 이 포자들은 반수체 세포들에게서 분열되어 생겨난다.

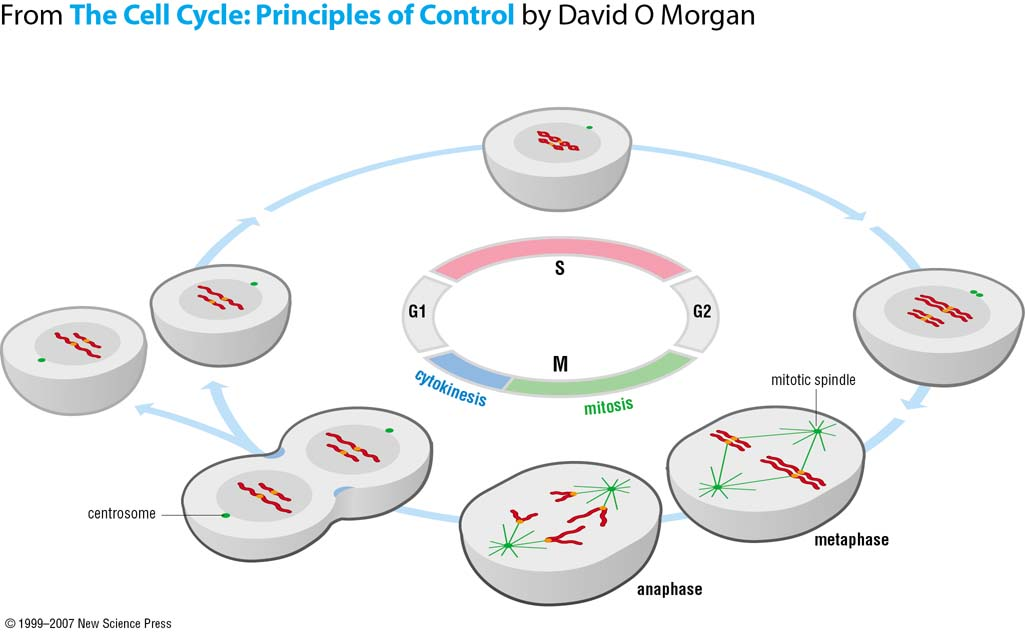
General세포 주기 간의 주요 특징.
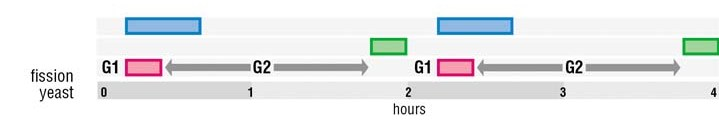
분열효모균의 특징적인 세포 주기.
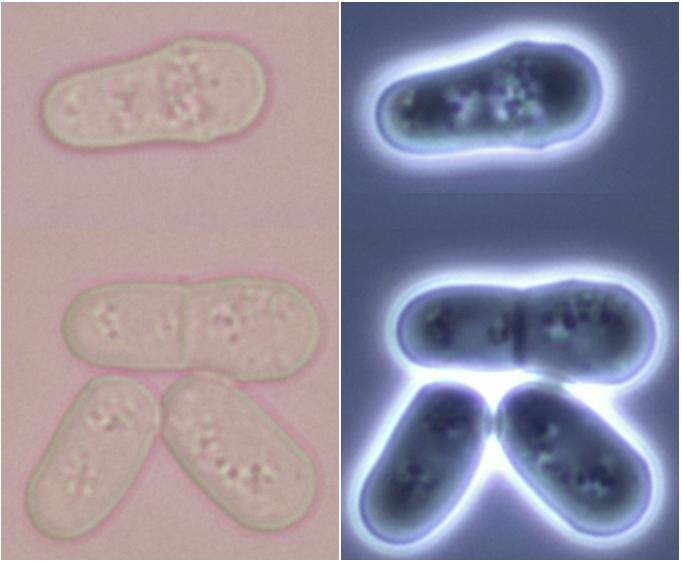
명시야, 암시야 광학 현미경으로 관찰한 Schizosaccharomyces의 분열기

## 세포질분열
분열효모균의 세포질분열은 통상적인 형태가 보여진다. 세포 분열의 구역 유사분열 후기 전에 정해진다. 유사분열 후기에 방추체(그림에서 녹색)는 분리된 염색체가 미리 결정된 절단면의 양 반대쪽에 위치하도록 배치된다.

## 크기 조절
G2/M기를 통해 성장을 제어하는 분열효모균에서 wee1의 돌연변이는 유사분열의 시작을 야기해 비정상적으로 크기가 작아지며 결과적으로 G2기가 짧아진다. G1기가 길어지는 것은 G2/M기의 제어를 상실했을 때 세포주기의 시작을 통한 진행이 생장에 반응한다는 것을 시사한다. 뿐만아니라 충분하지 않은 양분 환경에서의 세포들은 천천히 자라고, 두배의 크기가 되서야 분열한다. 또한 낮은 영양 수준은 더 작은 크기로 세포 주기를 진행하도록 생장 한계치를 재설정한다. 스트레스를 받는 환경(40℃ 이상의 열 또는 과산화수소)에 노출된 S. pombe 세포는 세포 분열 시간과 세포 손상의 확률이 증가된 노화를 받는다. 결국, wee1 돌연변이가 일어난 분열효모균 세포는 자연 상태의 세포보다 더 작아지지만, 긴 세포 주기를 갖는다. 이것은 작은 효모 세포들이 천천히 자라기 때문, 즉, 단위시간 당 추가된 총 질량이 정상 세포보다 작기 때문에 가능하다.
분열효모균에서 공간적 기울기는 세포 크기와 유사분열 진입을 조절하는 것으로 생각된다. Pom1 단백질 인산화효소는 세포 피질에 국한되며 세포 정단부에 가장 높은 농도로 분포한다. 세포 주기 조절인자 Cdr2, Cdr1, Wee1은 세포 중앙에 있는 cortical nodes에 존재한다.
- 작은 세포에서 Pom1의 기울기는 cortical nodes 대부분에 영향을 끼친다. Pom1은 Cdr2를 억제해 Cdr1과 Cdr2가 Wee1을 저해하는 것을 막고, Wee1이 Cdk1을 인산화시키도록 하여 사이클린 의존성 인산화효소(영어: cyclin-dependent kinase, CDK)의 비활성화를 유도해 유사 분열로의 진입을 막는다.
- 긴 세포에서는 Pom1의 기울기가 cortical nodes까지 영향을 끼치지 못해 Cdr2d와 Cdr1은 cortical node에서 여전히 활성된다. Cdr2와 Cdr1은 Wee1을 억제하여 Cdk1의 인산화를 저해하고 CDK가 활성화 됨에 따라 유사분열로 진입한다.

## 교배형 변화
분열효모균은 세포 주기 중 S기 동안 일어나는 복제된 유전자 한쌍의 재조합으로 교배형이 바뀐다. 분열효모균은 교배형을 바꾸기 위해 본질적인 유전자 복제 과정의 비상칭을 이용하며, 이것은 세포 유형 변화를 위해 복제 방향이 요구된다고 보여진 최초의 체계였다. 교배형 변화에 관한 연구는 구역 특정적 복제의(영어: site-specific replication) 종료 구역인 RTS1, 일시정지 구역인 MPS1과 교배형 염색체 자리 단백질 MAT1에서 자매염색분체들 중 하나를 나타내는 새로운 유형의 염색체 각인의 발견과 특징화를 이끌었다. 더불어, 활동적이지 않은 공여 부위에 대한 연구는 헤테로크로마틴 형성과 유지에 대한 이해의 큰 발전을 이끌었다.

## DNA 손상에 대한 반응
Schizosaccharomyces pombe는 영양이 제한되고 있어도 접합할 수 있는 조건 유성 미생물(영어: facultative sexual microorganism)이다. 산화적 DNA 손상으로 산화 스트레스를 유발하는 산화제인 과산화수소에 노출된 S. pombe는 감수분열 포자의 생성과 접합을 강하게 유도한다. 이 연구 결과는 감수분열, 특히 감수분열 과정 중 유전자 재조합이 DNA 수선과 관련있을 가능성을 시사한다. 이 견해의 뒷받침은 S. pombe의 DNA에서 dU:dG형 단일 염기 손상이 감수분열 과정 중의 유전자 재조합을 자극한다는 것이다. 유전자 재조합은 DNA 등뼈(영어: DNA backbone)에서 유라실을 제거하고 염기 절단 수선을 시작하는 효소인 UDC(uracil-DNA glycosylase)가 필요하다. 이 연구 결과를 기반으로 S. pombe에서 유라실 염기, 기초 부위(en:abasic site) 단일 가닥 닉(en:nick)의 염기 절단 수선이 시작하기에 충분하다는 것이 제안되었다. 다른 실험들에서 S. pombe는 DNA 복제 중간의 불안전한 과정인 오카자키 절편이 단일 가닥 닉 또는 갭(영어: gap) 같은 DNA 손상을 야기하고, 이것들이 유전자 재조합을 자극하는 것으로 나타났다.

## 모델 시스템으로서
분열효모균은 포유류 중에서도 특히 인간 같은 복잡한 생물을 이해하기 위해 사용될 수 있는 세포의 기본 원리를 연구하는데 있어 주목할만한 모델 시스템이 되었다. 이 단세포 진핵생물은 비병원성이고 실험실에서 쉽게 자라며 처리된다. 분열효모균은 알려진 유전체 시퀀싱이 완료된 진핵생물 중 가장 적은 수의 유전자를 담고 있으며, 유전체에 오직 세개의 염색체를 가진다. 분열효모균에서 세포 분열과 세포 구조에 관여하는 많은 유전자들은 사람의 유전체에서도 발견된다. 세포 주기의 규칙과 분열은 생장과 세포들의 발달에 있어서 중요하다. 보존된 분열효모균의 유전자는 아주 많이 연구되었고, 최근의 많은 생의학적 발달을 이끌었다. 또한 분열효모균은 시상면 분열로 재생산하는 원통형으로 생긴 단세포 진핵생물이기 때문에 세포 분열의 관찰에 있어 실용적인 모델 시스템이다. 이것은 현미경을 사용하면 쉽게 관찰될 수 있다. 또한 분열효모균은 2~4 시간의 굉장히 짧은 세대 주기를 같는데, 이는 분열효모균을 실험실에서 생장과 관찰이 쉬운 모델 시스템으로 만들었다. 본열효모균의 유전적 구조는 단순하지만 포유류의 유전체와 비슷하고, 조작의 용이성과 약물 분석에 사용될 수 있는 능력은 분열효모균이 생의학 및 세포생물학 연구에 기여하고있고 유전적 분석의 모델 시스템이 되는 이유이다.

### 유전체
Schizosaccharomyces pombe는 인간에게 포함된 것으로 보여지는 헤테로크로마틴 단백질, 큰 복제 원점, 큰 중심체, 보존된 세포 검문 지점, 텔로미어 기능, 유전자 스플라이싱 그리고 많은 다른 세포적 과정 같은 보존된 유전적 위치 때문에 때때로 세포 분열과 세포 생장 연구에 사용된다. S. pombe의 유전체는 2002년에 여섯번째 진핵 생물 유전체이자 유전체 프로젝트의 일환으로 시퀀싱되었다. 추정된 4,939 개의 유전자는 약 14Mb의 DNA를 포함한 세개의 염색체에서 발견되었다. 이 DNA들은 중심체적 (40kb), 텔로미어적 (260kb)와는 차이가 있는 핵속의 3개의 다른 염색체 속에 포함된다. 분열효모균 유전체의 초기 시퀀싱 이후에 시퀀싱 되지 않은 나머지 유전자의 위치들은 시퀀싱되었다. 이 유전자 위치들의 구조적, 기능적 분석은 Pombase 같은 큰 규모의 분열효모균 데이터베이스에서 찾을 수 있다.
유전체 프로젝트에 있는 유전자의 43%가 4,739개의 유전자에 인트론을 포함하는 것으로 밝혀졌다. 분열효모균은 출아 번식 효모균과 비교했을 때 중복된 유전자를 많이 가지지 않아 오직 5%만을 함유하는데, 이것은 본열 효모균을 관찰하기에 굉장한 모델 유전체로 만들었고 연구자들이 더 기능적인 연구 방식을 만드는 능력을 줬다. S. pombe가 가지는 많은 인트론의 수는 인간의 유전자와 유사한 코드의 유전자와 선택적 스플라이싱으로 생성된 단백질 형식 범위 증가의 기회를 부였다. 분열효모균에 있는 3 개의 중심체 중 81%가 시퀀싱되었다. 중심체 3 개의 길이는 각각 34, 65, 110 kb로 나타났다. 이것은 출아 번식 효모균의 중심체에 비해 300~100배 긴 길이이다. 또한 극히 높은 수준의 보존은 (97%)은 중심체의 DGS 위치들에서 1,780-bp 이상으로 보여진다. 이 중심체들의 연장과 전통적 시퀀싱은 분열효모균을 유사함 때문에 인간에서와 세포 분열 관찰에 사용하는 실용적인 모델 시스템으로 만들었다.
Pombase는 69% 이상의 단백질 암호화 유전자가 인간 ortholog들 이고, 그것들 중 500개 이상이 인간 질병과 연관있다고 보고했다. 이것은 S. pombe를 인간의 유전자와 질병 전파 경로, 특히 세포 주기와 DNA 검문 지점 체계의 연구에 있어 굉장한 모델 시스템으로 만들었다.

### 유전적 다양성
분열효모균의 생물 다양성과 진화학적인 연구는 20개국에서 모아진 Schizosaccharomyces pombe의 161개의 균주에 의해 수행되었다. 진화적 비율의 모델링은 ~2,300 여년 전부터 살아왔던 일반 조상에게서 모든 균주가 유래한 것으로 보였다. 또한 이 연구는 ≥1,900 개의 단일염기 다형성들이 다른 분열효모균 균주 57개를 특정했고, 모든 특정된 본열효모균 균주 57개는 원영양적이었다. S. pombe 유전체에 대한 한 연구는 출아 번식 효모균에 비해 분열효모균 균주들의 유전적다양성이 약간 적다는 주장을 지지한다. 실제로, 제한된 S. pombe의 변형만이 다른 환경에서 증식할 때 발생한다. 거기에 더해 분열효모균에서 표현형적 변형 분리의 양은 S. cerevisiae에서 보여지는 것보다 적다. 분열효모균 균주의 대부분이 주정된 음료로부터 분리되었기 때문에 이러한 분산에는 생태학적 또는 역사적 맥락이 없다. Other stages, such as cellular growth and aging, are also observed in yeast in order to understand these mechanisms in more complex systems.

### 세포 주기 분석
효모에서 DNA 복제는 많은 연구자들에 의해 더욱 더 연구되어 왔다. 더욱이 유전자 발현 같은 DNA 복제의 이해와 효모의 보존된 기작은 이 체계들이 대표적인 포유류의 세포와 특정한 인간의 세포에서 어떻게 작동하는지에 대한 정보를 연구자들에게 제공할 수 있다. S. pombe 정지상 세포들은 DNA 손상을 야기하는 활성산소의 생성 때문에 생활나이의 노화를 받는다. 대부분의 손상들은 보통 염기 절단 수선과 뉴클레오타이드 절단 수선으로 수선된다. 이 수선 과정에서의 결함이 생존 개체 감소를 야기한다.
세포질분열은 분열효모균에서 때때로 관찰되는 세포 분열의 요소들 중 하나이다. 잘 보존된 세포질분열의 요소들은 분열효모균에서 관찰되고, 우리에게 다양한 유전적 시나리오와 국소적 돌연변이를 보여준다. 세포질분열은 영구적 단계이고 세포의 건강한 상태에 있어서 매우 중대하다. 특히 수축 고리 형성은 S. pombe를 모델 시스템으로 사용하는 연구자들에 의해 크게 연구된다. 수축 고리는 분열효모균과 인간 세포질분열 모두에서 고도로 보존된다. 세포질분열에서의 돌연변이는 세포 손상과 암 세포를 포함한 세포의 많은 오작동을 야기할 수 있다. 인간의 세포 분열에 있어 이것은 복잡한 과정이지만 S. pombe에선 더 간단한 실험으로 인간 같은 고등 모델 시스템의 연구에 적용될 수 있는 결과를 도출할 수 있다.
정확한 세포 분열을 보장하기 위해 세포가 취하는 안전 조치중 하나가 세포 주기 검문 지점이다. 모든 돌연변이에서 이 검문 지점들이 제거되어있다. 이것은 때때로 목표물의 유비퀴틴화와 세포질분열 지연을 자극하는 릴레이 신호에 의해 끝난다. 이와 같이 유사분열의 검문 지점이 없다면 돌연변이가 만들어지고 복제되어 세포 손상과 암 세포 종양 형성을 포함하는 다수의 세포 문제가 발생한다. 폴 너스, 릴런드 하트웰, 팀 헌트는 2001년 노벨 생리의학상을 수상했다. 그들은 세포가 적절히 분열하는 데 중요한 주요 보존 지점을 발견했다. 이 발견은 암, 병원체 세포와 연관되었고, 생의학 분야에서 주목할만한 발견이 되었다.
또한 연구자들은 분열효모균을 모델 시스템으로 사용해 세포소기관 발달, 반응, 효모 세포와 포유류 세포 간 가능한 상관관계들을 관찰한다. 미토콘드리아 질병과 골지체, 소포체 같은 다양한 세포소기관 체계는 분열효모균의 염색체 발달과 단백질 발현 수준 및 조절을 관찰함으로써 더 자세히 이해할 수 있다.

### 생의학적 도구
하지만 분열효모균의 다약제 내성으로 인해 모델 시스템으로 사용하는 데 한계가 있다. "MDR 반응은 두가지 형태의 약물 배출 펌프 과발현, ATP결합상자 수송체 패밀리, 주요 촉진제 슈퍼패밀리를 포함한다". 폴 너스와 그의 대학에 있는 동료들은 최근 화학약품의 모델 시스템으로 분열효모균을 사용하는 것이 가능한지 알아보기 위해 화학 억제제와 일반적인 탐침에 민감한 S. pombe 균주를 만들어왔다.
예를 들어, 매우 일반적 화학 요법 항생물질인 독소루비신은 많은 역효과적인 부작용이 있다. 연구자들은 분열효모균을 모델생물로써 사용해 저항성과 연관된 유전자들을 관찰하여 독소루비신이 어떻게 작용하는 지 더 자세히 이해할 방법을 찾고있다. 독소루비신의 역효과적 부작용, 염색체 대사, 막 수송 사이에 연관이 있다고 보인다. 약품을 목표물로하는 물질 대사적 모델은 현재 생명공학에서 쓰이고 있고, 미래에 분열효모균 모델 시스템을 사용한 더 많은 발전이 기대된다.

### 실험적 접근
쉽게 생장과 돌연변이 생성 조절이 쉬운 분열효모균은 쉽게 접근 가능하고 반수체 또는 복수체 상태를 유지하는 것이 가능하다. S. pombe는 일반적으로 반수체 세포이지만, 질소 부족같은 스트레스를 받는 환경에 놓여있으면 두 세포가 접합해 후에 tetrad ascus 속에서 네 개의 포자를 형성할 이배체가 된다. 이 과정은 모든 현미경 아래에서 쉽게 관찰할 수 있고 이 과정을 통해 이 현상이 어떻게 작동하는지 보기 위해 더 단순한 모델 시스템에서 감수분열을 관찰할 수 있다.
그러므로 사실상 어떠한 유전적 실험 또는 기술에서도 사세포 해부, 돌연변이 분석, 변형, FRAP와 FRET 같은 현미경 사용 기술로 이 모델 시스템은 적용될 수 있다. 또한 Tug-Of-War (gTOW)같은 새로운 모델들은 효모 견고성 분석과 유전자 발현 관찰에 사용되어 질 수 있다. 녹인 (영어: knock-in)과 녹아웃 (영어: knock-out) 유전자를 만드는 것은 상당히 쉬우며, 분열효모균의 유전체 서열을 통해 이 작업은 굉장히 접근하기 쉽고 잘 알려져 있다.

## 같이 보기
- DNA 수선
- 효모